# Saint-Cyr-la-Lande
Saint-Cyr-la-Lande è un comune francese di 358 abitanti situato nel dipartimento delle Deux-Sèvres nella regione della Nuova Aquitania.

## Società

### Evoluzione demografica
Abitanti censiti